# 向井地美音
向井地美音（日语：向井地 美音，1998年1月29日—）是日本偶像藝人，為女子偶像團體AKB48成員、前任AKB48集團總監督（第3任）、以及AKB48衍生團體小蝸牛Chu!成員，被視為是AKB48次世代成員的「王牌」。埼玉縣出身，所屬經紀公司為尾木製作子公司Mama&Son。兒童演員出身，幼年時便已演出多部戲劇，其中最廣為人知的角色是於《Unfair》中飾演篠原涼子的女兒佐藤美央。

## 經歷
童星時代
- 2009年之前，曾加入旗下藝人以童星為主的經紀公司Central Group，出演許多部日劇[8]。之後於2011年至2012年間，改移籍至日本音樂娛樂[9]。

2013年
- 1月19日，於「AKB48第十二屆研究生（15期生）試鏡會（日语：AKB48のオーディション#第15期生オーディション）」中合格，成為AKB48的15期生。
- 4月30日，於大島Team K「Waiting」公演中作為伴舞，首次站上AKB48的劇場舞台[10]。
- 6月5日，參加研究生武道馆公演AKB48集團研究生演唱會「早推得勝」。
- 7月6日，於「AKB48第34張單曲選拔猜拳大會」的研究生預備戰中不敵大和田南那，在分組決勝戰出局，未能入選選拔成員。

2014年
- 2月24日，於Zepp DiverCity Tokyo舉辦的《AKB48集團大組閣祭》中，獲宣布由研究生昇格至Team 4[11]。
- 4月6日，於埼玉超級競技場舉辦的「AKB48 重溫時間 最佳曲目200 2014（100位-1位）」中，大島優子指名由向井地擔任第39名歌曲《無限重播》表演時的Center（中央站位），並穿上大島在MV中所穿的服裝，因而成為日本媒體間關注的焦點[12]。
- 4月24日，於『Team 4 3rd Stage「偶像的黎明」公演』初日登場，首次以正式成員身分登台演出[13]。
- 9月17日，於「AKB48 Group 猜拳大會2014」中不敵松井珠理奈，在第二回戰出局，未能入選渡邊美優紀個人出道單曲中C/W曲的選拔成員，但隨後便在此活動將結束時的驚喜發表中，披露成為AKB48第38張單曲《希望無限》的選拔成員之一，首次進入選拔組[14]。

2015年
- 3月25日，於《AKB48年輕成員全國巡迴演唱會～未來是由現在構成的～》中，宣布新的七人官方組合「小蝸牛Chu!」正式成立，組合的另外六名成員分別是AKB48的大和田南那、川本紗矢、村山彩希、谷口惠、HKT48的矢吹奈子與田中美久[15]。

- 3月26日，於埼玉超級競技場舉辦的《AKB48春季單獨演唱會～次期總現正修行中！～》演唱會上宣布新的組閣人事異動，所屬隊伍由Team 4轉移至Team K[16]。

- 4月17日，與高橋南、川本紗矢共同參加由觀光振興懇話會於台北花博公園所舉辦的「Touch the Japan 2015」宣傳活動，並在活動中宣布AKB48在台灣的徵選成員活動正式開始[17]。此外，本次亦是向井地首次出訪國外的行程[18]。

- 6月6日，於「AKB48第41張單曲選拔總選舉」中獲得18,392票，得到第44名，首次進入圈內並成為Next Girls的一員[19]。

2016年
- 3月21日，獲宣布成為AKB48第44張選拔單曲《不需要翅膀》的Center，首次成為AKB48單曲的Center[20]。
- 6月18日，於「AKB48第45張單曲選拔總選舉」中獲得47,094票，得到第13名，首次在AKB48選拔總選舉進入選拔組，成為第45張單曲的選拔成員[21]。

2017年
- 1月19日，於TOKYO DOME CITY HALL舉辦首場個人單獨演唱會「向井地美音個人演唱會　～現在有想大聲說出來的事～」（向井地美音ソロコンサート 〜大声でいま伝えたいことがある〜）[22]。
- 6月17日，在該日開票的AKB48第49張單曲選拔總選舉上，以35,201票的成績獲得第17名，以一名之差與選拔組差肩而過[23]。
- 9月5日，與同為AKB48成員的加藤玲奈在前AKB48成員小嶋陽菜、高橋南於網路串流網站SHOWROOM主持的特別節目上，宣布轉移所屬經紀公司至Mama&Son，該公司亦與小嶋、高橋兩人有合作關係[6][7]。

2018年
- 3月10日，以考核AKB48家族的成員、歌曲、舞蹈及歷史為主題的第一屆「AKB48集團中心測驗」（AKB48グループセンター試験）公佈結果，向井地以157分奪得第一名（總分為200分），並因此成為特別選拔新曲的Center[24]。
- 6月16日，在該日開票的AKB48第53張單曲世界選拔總選舉上，以47,485票的成績獲得第13名，重回AKB48選拔總選舉的選拔名單[25]。在開票的得獎感言上，發表「未來想成為AKB48集團的總監督」的宣言[25]。
- 12月8日，在AKB48劇場13周年特別紀念公演上，時任AKB48集團總監督的橫山由依宣布將把其職位交棒向井地[26][27]。

2019年
- 4月1日，向井地正式接任AKB48集團總監督[28][29]。

2021年
- 12月8日，向井地在AKB48 16週年公演中被任命為Team A的新隊長，同時擔任總監督。[30]

2023年
- 12月31日，宣布將在2024年3月16日卸任AKB48集團總監督，由倉野尾成美接任[31]。

2024年
- 3月16日，正式卸任AKB48集團總監督[32]。

- 5月20日，開設個人YouTube頻道[33]。

## 人物
- 由於母親是鋼琴老師的緣故，於是取了「美音」這個特別的名字[34]，此外也是家中的獨生女[35]。

- 向井地在很年幼的時候便開始了童星的演藝生涯，父母告訴她的理由是不希望向井地長大後會後悔的說「好想當藝人啊！」之後直到升上中學，因學校對課業十分嚴格要求，為了專注於學業才離開了演藝圈[36]。

- 特徵是眼角旁有一顆淚痣[37][38]，特技則是一邊丟球一邊搖呼拉圈[39][38]。

- 視力並不是很好，裸視為0.3，在家都會配戴眼鏡[40]。

- 身高只有150公分[2]，雖然嬌小但其實也擁有一副好身材[41][42]。

- 討厭的食物是起司與蛋黃醬，喜歡的水果則是草莓[43]。

- 喜歡的卡通玩偶是Shellie May與Little Twin Stars[43]。

- 喜歡的顏色是黑色與淺色系的顏色[35]。

- 喜歡打網球，小學一年級至中學三年級一直都有練習[36]，中學時是網球部社員[43]。

- 座右銘是「用盡全力[註 1]。」由於喜歡打網球的關係，有次在電視上看到網球選手松岡修造提到：「對網球的每一球，都要好好的在心中專注並全心全意的去打。」向井地聽到後深受影響，認為自己也要全心全意的做好每一件事而產生了這個座右銘[36]。

### AKB48相關
- 在AKB48劇場中使用的Catch phrase是「Team K，暱稱Mion的向井地美音[註 2]。」

- 加入AKB48的契機：中學一年級時，因同班同學喜歡AKB48，常和向井地聊到許多AKB48的話題，之後久而久之自己也漸漸的迷上了AKB48，起初只是單純喜歡並沒有想加入的想法，直到中學三年級時萌生了想站在同一個舞台表演的心情而報名參與徵選，此外向井地的夢想雖然是成為女演員，但卻很不擅長在眾人面前表現自己，在學校中最討厭的課業也是演講之類的課程[36]，所以自己也期望在加入AKB48後，能透過在劇場公演的方式和群眾接觸與表演來改變自己[39]。

- 憧憬的前輩有兩位，首先，對於小嶋陽菜在表演不同的歌曲時都能展現出不同的強大氣場，對此感到敬佩，而另一位憧憬的前輩是橫山由依，理由是當向井地剛成為研究生不久，在還不認識的情況下主動和向井地談話，並且也以簡訊的方式主動給予建議，讓向井地覺得十分溫柔[39]。

- 與NMB48的太田夢莉感情很好且互為筆友[44]。

- AKB48中最喜歡的公演是『Team K 6th Stage「RESET」公演，』而最喜歡的歌曲亦是出自此公演中的安可曲《搬家了》[44]。

## 參與歌曲
- 標註有「★」符號者表示該首歌曲有拍攝MV。

### AKB48單曲
|      | 發行日期       | 單曲名稱             | 參與歌曲名稱             | 名義                   | 收錄於        | MV | 備註                     |
| ---- | -------------- | -------------------- | ------------------------ | ---------------------- | ------------- | -- | ------------------------ |
| 33rd | 2013年10月30日 | 真心電流             | 你的眼是星象儀           | 研究生                 | 劇場盤        |    | 出道作品                 |
| 35th | 2014年02月26日 | 勇往直前             | 秘密日記                 | Baby Elephants         | Type-B        | ★  |                          |
| 36th | 2014年05月21日 | 拉布拉多獵犬         | 芳心逃脫遊戲             | Team 4                 | Type-4        | ★  |                          |
| 38th | 2014年11月26日 | 希望無限             | 希望無限                 |                        | 全版本        | ★  | A面曲 首次進入選拔       |
| 38th | 2014年11月26日 | 希望無限             | 睜大雙眼的初吻           | Team 4                 | Type-D        | ★  |                          |
| 39th | 2015年03月04日 | Green Flash          | 春光 靠近的夏日          | AKB48                  | Type-A        | ★  |                          |
| 39th | 2015年03月04日 | Green Flash          | 混混搖滾                 |                        | Type-S        | ★  |                          |
| 40th | 2015年05月20日 | 我們不戰鬥           | 我們不戰鬥               |                        | 全版本        | ★  | A面曲                    |
| 40th | 2015年05月20日 | 我們不戰鬥           | 卡夫卡與小蝸牛Chu!       | 小蝸牛Chu!             | Type-B        | ★  |                          |
| 41st | 2015年08月26日 | Halloween Night      | 水中傳導率               | Next Girls             | Type-C Type-D | ★  |                          |
| 41st | 2015年08月26日 | Halloween Night      | 一步目音頭               |                        | Type-C        | ★  |                          |
| 41st | 2015年08月26日 | Halloween Night      | 混混機關槍               |                        | Type-D        | ★  |                          |
| 42nd | 2015年12月09日 | 紅唇Be My Baby       | 你你你…                  | 次世代選拔             | Type-A        | ★  |                          |
| 42nd | 2015年12月09日 | 紅唇Be My Baby       | 班花的選擇               | 玲奈七選拔             | Type-B        | ★  |                          |
| 42nd | 2015年12月09日 | 紅唇Be My Baby       | 姊姊的自言自語           | Team K                 | Type-B        | ★  | 首次擔任Center           |
| 42nd | 2015年12月09日 | 紅唇Be My Baby       | 鼓勵的話                 |                        | Type-D        | ★  |                          |
| 43rd | 2016年03月09日 | 你就是旋律           | 你就是旋律               |                        | 全版本        | ★  | A面曲                    |
| 43rd | 2016年03月09日 | 你就是旋律           | LALALA訊息               | AKB48次世代選拔        | 全版本        | ★  | Center                   |
| 44th | 2016年06月01日 | 不需要翅膀           | 不需要翅膀               |                        | 全版本        | ★  | A面曲 首次擔任單曲Center |
| 44th | 2016年06月01日 | 不需要翅膀           | 哀愁小號手               | Team K                 | Type-C 劇場盤 | ★  | Center                   |
| 45th | 2016年08月31日 | LOVE TRIP/分享幸福   | LOVE TRIP                |                        | 全版本        | ★  | A面曲                    |
| 45th | 2016年08月31日 | LOVE TRIP/分享幸福   | 分享幸福                 |                        | 全版本        | ★  | A面曲                    |
| 45th | 2016年08月31日 | LOVE TRIP/分享幸福   | BLACK FLOWER             |                        | 劇場盤        |    |                          |
| 46th | 2016年11月16日 | High Tension         | High Tension             |                        | 全版本        | ★  | A面曲                    |
| 46th | 2016年11月16日 | High Tension         | 快樂結局                 | Renatchies             | Type-A        | ★  |                          |
| 47th | 2017年03月15日 | Shoot Sign           | Shoot Sign               |                        | 全版本        | ★  | A面曲                    |
| 47th | 2017年03月15日 | Shoot Sign           | 意外發生中               | AKB48 U-19             | Type-D Type-E | ★  | Center                   |
| 48th | 2017年05月31日 | 空有願望             | 空有願望                 |                        | 全版本        | ★  | A面曲                    |
| 48th | 2017年05月31日 | 空有願望             | 明滅女人香               |                        | Type-B        | ★  |                          |
| 49th | 2017年08月30日 | ＃就是喜歡你         | 拖泥帶水的愛戀           | Under Girls            | 全版本        | ★  | Center                   |
| 50th | 2017年11月22日 | 11月的腳鏈           | 11月的腳鏈               |                        | 全版本        | ★  | A面曲                    |
| 51st | 2018年03月14日 | Ja-Ba-Ja             | Ja-Ba-Ja                 |                        | 全版本        | ★  | A面曲                    |
| 51st | 2018年03月14日 | Ja-Ba-Ja             | Position                 | AKB48新生代選拔        | Type D·E      | ★  | Center                   |
| 51st | 2018年03月14日 | Ja-Ba-Ja             | 無國境時代               | 坂道AKB                | Type-E        | ★  |                          |
| 52nd | 2018年05月30日 | Teacher Teacher      | Teacher Teacher          |                        | 全版本        | ★  | A面曲                    |
| 52nd | 2018年05月30日 | Teacher Teacher      | 你是我的風               | AKB48集團 中心測驗選拔 | 全版本        | ★  | Center                   |
| 52nd | 2018年05月30日 | Teacher Teacher      | 浪漫準備中               | Team A                 | Type-A        | ★  |                          |
| 53rd | 2018年09月19日 | 感傷列車             | 感傷列車                 |                        | 全版本        | ★  | A面曲                    |
| 54th | 2018年11月28日 | NO WAY MAN           | NO WAY MAN               |                        | 全版本        | ★  | A面曲                    |
| 55th | 2019年03月13日 | 回憶上心頭DAYS       | 回憶上心頭DAYS           |                        | 全版本        | ★  | A面曲                    |
| 56th | 2019年09月18日 | 持續愛你             | 持續愛你                 |                        | 全版本        | ★  | A面曲                    |
| 56th | 2019年09月18日 | 持續愛你             | 你會對流星許下甚麼願望？ | 總監督與隊長們         | 劇場盤        |    | Center                   |
| 57th | 2020年03月18日 | 感謝失戀             | 感謝失戀                 |                        | 全版本        | ★  | A面曲                    |
| 57th | 2020年03月18日 | 感謝失戀             | 直到再见面的那天         |                        | Type-A        | ★  |                          |
| 57th | 2020年03月18日 | 感謝失戀             | 愛過的人                 |                        | 劇場盤        |    |                          |
| 58th | 2021年9月29日  | 一切都成Rumor        | 一切都成Rumor            |                        | 全版本        | ★  | A面曲                    |
| 59th | 2022年5月18日  | 是前男友             | 是前男友                 |                        | 全版本        | ★  | A面曲                    |
| 60th | 2022年10月19日 | 久違的Lip Gloss      | 久違的Lip Gloss          |                        | 全版本        | ★  | A面曲                    |
| 61st | 2023年4月26日  | 無論如何都喜歡你     | 無論如何都喜歡你         |                        | 全版本        | ★  | A面曲                    |
| 62nd | 2023年9月27日  | 如果不是偶像的話     | 如果不是偶像的話         |                        | 全版本        | ★  | A面曲                    |
| 63rd | 2024年3月13日  | 美瞳Wink             | 美瞳Wink                 |                        | 全版本        | ★  | A面曲                    |
| 64th | 2024年7月17日  | 戀愛卡住了           | 戀愛卡住了               |                        | 全版本        | ★  | A面曲                    |
| 65th | 2025年4月2日   | 意想不到的Confession | 意想不到的Confession     |                        | 全版本        | ★  | A面曲                    |
| 65th | 2025年4月2日   | 意想不到的Confession | 櫻花花瓣2025             |                        | 全版本        |    |                          |
| 66th | 2025年8月13日  | Oh my pumpkin!       | Oh my pumpkin!           |                        | 全版本        | ★  | A面曲                    |

### AKB48專輯
|      | 發行日期       | 專輯名稱                     | 參與歌曲名稱             | 名義       | 收錄於           | 備註                                     |
| ---- | -------------- | ---------------------------- | ------------------------ | ---------- | ---------------- | ---------------------------------------- |
| 05th | 2014年01月22日 | 未來軌跡                     | 如果散去也很好吧…        | 研究生     | 劇場盤           |                                          |
| 06th | 2015年01月21日 | 這裡是羅德斯島、在這裡跳吧！ | 我們的意識形態           |            | Type-B           |                                          |
| 06th | 2015年01月21日 | 這裡是羅德斯島、在這裡跳吧！ | 眼淚等一下再說           | Team 4     | Type-B           |                                          |
| 07th | 2015年11月18日 | 0與1之間                     | 愛的使者                 | Team K     | MILLION SINGLES  |                                          |
| 07th | 2015年11月18日 | 0與1之間                     | 從那時起我不能再專心學習 | 小蝸牛Chu! | THEATER EDITION  |                                          |
| 08th | 2017年01月25日 | 點時成菁                     | 那天的自己               |            | 全版本           |                                          |
| 08th | 2017年01月25日 | 點時成菁                     | 誰讓我哭?                |            | 劇場盤           | Center                                   |
| 09th | 2018年01月24日 | 那個黎明，我們都知道         | 鞋帶的綁法               |            | 除劇場盤外各版本 |                                          |
| 09th | 2018年01月24日 | 那個黎明，我們都知道         | 眼涙的表面張力           |            | 除劇場盤外各版本 | 岡田奈奈、小嶋真子、高橋朱里、向井地美音 |

## 劇場公演分組曲
| 公演名稱                               | 參與歌曲名稱               | 備註           |
| -------------------------------------- | -------------------------- | -------------- |
| 研究生時期                             |                            |                |
| 研究生「睡衣兜風」公演                 | 天使的尾巴                 |                |
| Team 4 2nd Stage「手牽手」公演         | Glory days                 | 相笠萌的代演   |
| Team 4 2nd Stage「手牽手」公演         | 巧克力的下落               | 前田美月的代演 |
| Team K「Waiting」公演Ⅱ「最終鐘聲鳴響」 | 19人姐妹之歌               | 近野莉菜的代演 |
| 峯岸Team 4時期                         |                            |                |
| Team 4 3rd Stage「偶像的黎明」公演     | 遺憾少女                   | Center         |
| 峯岸Team K時期                         |                            |                |
| 春風亭小朝「亚当是夏娃的肋骨」公演     | 禁忌的2人                  |                |
| 田中将大「我在这里的理由」公演         | 青春就像樹梢撒落的夏日陽光 |                |
| Team K 8th Stage「最終鐘聲鳴響」公演   | 初戀小偷                   | Center         |

## 音樂作品

### 個人演唱會
|   | 發售日       | 名稱                                                  | 公司 | 商品番號            | 形式        |
| - | ------------ | ----------------------------------------------------- | ---- | ------------------- | ----------- |
| 1 | 2018年8月4日 | AKB48 向井地美音個人演唱會 ～現在有想大聲說出來的事～ | AKS  | AKB-D2354 AKB-D2355 | DVD Blu-ray |

## 戲劇作品

### 電視劇
| 戲劇名稱                           | 集數                                       | 播出日期                       | 首播頻道         | 角色名稱                | 備註            |
| ---------------------------------- | ------------------------------------------ | ------------------------------ | ---------------- | ----------------------- | --------------- |
| 利家與松                           |                                            | 2002年                         | NHK              | 初姫                    |                 |
| 甜蜜婚禮俏佳人                     | 全劇                                       | 2002年04月10日－06月26日       | 富士電視台       | 北村早紀                |                 |
| HOME&AWAY                          | 全劇                                       | 2002年10月07日－12月16日       | 富士電視台       | 女孩                    |                 |
| X'smap～老虎及獅子與五個男子～     | 聖誕節特別電視劇                           | 2004年12月25日                 | 富士電視台       | 女孩                    |                 |
| Unfair                             | 全劇                                       | 2006年01月10日－03月21日       | 關西電視台       | 佐藤美央                |                 |
| 醫龍                               | 第3集                                      | 2006年04月27日                 | 富士電視台       | 藤吉樹里                |                 |
| Unfair 特別篇1～暗號解讀           | 全一集                                     | 2006年10月03日                 | 關西電視台       | 佐藤美央                |                 |
| 金曜Prestige～養育孩子的爸爸的眼淚 | 全一集                                     | 2007年06月15日                 | 富士電視台       | 川村加悦                |                 |
| 空中驚魂                           | 全一集                                     | 2007年10月20日                 | 富士電視台       | 柳本惠                  |                 |
| 工作狂人                           | 第11集                                     | 2007年12月19日                 | 日本電視台       | 山口美咲                |                 |
| 外科醫生 鳩村周五郎～染血的挑戰書  | 全一集                                     | 2009年03月27日                 | 富士電視台       | 佐佐岡香澄              | 系列作第5部     |
| Unfair 特別篇2～二重定義           | 全一集                                     | 2011年09月23日                 | 關西電視台       | 佐藤美央                |                 |
| 水手服殭屍                         | 第2集                                      | 2014年04月26日                 | 東京電視台       | 巨大殭屍                | [ 45 ]          |
| 馬路須加學園4                      | 全劇                                       | 2015年01月20日－03月31日       | 日本電視台       | 次世代                  |                 |
| 馬路須加學園4 外傳                 | 全劇                                       | 2015年03月31日－05月05日       | Hulu             | 次世代                  | 網路播放        |
| 馬路須加學園5                      | 全劇                                       | 2015年08月25日－10月27日       | 日本電視台、Hulu | 次世代                  |                 |
| 來自劇場靈的邀請函                 | 第8集                                      | 2015年11月19日                 | TBS              | 和泉繭                  |                 |
| AKB恐怖夜 腎上腺素之夜             | 第21集                                     | 2015年12月17日                 | 朝日電視台       | 育子                    |                 |
| CROW'S BLOOD                       | 全劇                                       | 2016年07月23日－08月27日       | Hulu             | 片山奈美                |                 |
| AKB LOVE NIGHT 戀工場              | 第37集                                     | 2016年09月08日                 | 朝日電視台       | 未來                    |                 |
| 陪酒須加學園                       | 全劇                                       | 2016年10月30日－2017年01月15日 | 日本電視台、Hulu | 次世代 / 花名：河豚     |                 |
| 豆腐職業摔角                       | 全劇                                       | 2017年01月22日－07月02日       | 朝日電視台       | 草莓向井地 → 黑莓向井地 |                 |
| 正義之凜                           | 第9集                                      | 2018年06月06日                 | 日本電視台       | 坂下步美                |                 |
| 馬路無理學園                       | 全劇                                       | 2018年07月25日－09月26日       | 日本電視台、Hulu | Bara / 桑原郁美         |                 |
| 警視庁捜査資料管理室 (仮)          | 全劇                                       | 2018年10月10日－12月10日       | BS富士           | 柴田里香子              | [ 46 ] [ 47 ]   |
| 警視廳捜査資料管理室               | 全劇                                       | 2019年4月1日－6月10日          | BS富士           | 柴田里香子              | [ 48 ]          |
| AKB48之歌                          | 第1集・第2集「恋するフォーチュンクッキー」 | 2022年5月21日・28日            | Hikari電視頻道   | Mion                    | [ 49 ] [ 註 3 ] |

### 電影
| 電影名稱                          | 日本上映日期   | 製作單位 | 角色名稱     | 備註 |
| --------------------------------- | -------------- | -------- | ------------ | ---- |
| 大搜查線2 THE MOVIE 2：封鎖彩虹橋 | 2003年07月19日 | 東寶     | 里香子       |      |
| Unfair the movie                  | 2007年03月17日 | 東寶     | 佐藤美央     |      |
| 咯咯咯的鬼太郎 千年詛咒之歌       | 2008年07月12日 | 松竹     | 春佳         |      |
| 黄昏症候群～死咒篇                | 2008年08月02日 | Furusawa | 謎之女的女兒 |      |
| Unfair the end                    | 2015年09月05日 | 東寶     | 佐藤美央     |      |

## 綜藝及節目資訊

### 播放中的節目
- 《AKBINGO!》（2014年4月8日－，日本電視台）：不定期演出
- 《Night Shuffle（日语：ナイトシャッフル）》（2014年6月1日，福岡放送）
- 《AKB48神TV》（家庭劇場（日语：ファミリー劇場））
  - Season16（2014年8月24日、8月31日、9月14日、10月5日）
  - Season17（2014年11月9日、11月16日、12月7日、12月14日、2015年1月4日）
  - Season17番外篇（2015年2月1日、2月8日、2月15日）
  - Season18（2015年5月3日、5月24日）
  - Season19（8月2日）
  - Season20（2015年10月25日、12月13日、12月20日、12月27日、2016年1月3日）
  - Season21（2016年2月21日、3月13日、3月20日）
- 《新‧趣味問答大挑戰（日语：クイズ面白ゼミナール）》（2014年10月9日，NHK）
- 《帥呆了！》（富士電視台）
  - AKB48解散整人總選舉（日语：めちゃ×2イケてるッ!の企画#AKB48どっきり解散総選挙）（2014年12月6日）
- 《男女糾察隊》（2016年8月19日，朝日電視台）

### 過去演出過的節目
- 《SMAP×SMAP》（2005年8月22日，關西與富士電視台）：童星時代
- 《AKB48 SHOW!》（2013年12月14日－2019年3月24日，NHK）：不定期演出
- 《AKB48的你、是誰？》（2013年12月26日－2016年1月7日，NOTTV）：不定期演出
- 《有吉AKB共和國》（2014年1月27日－2015年11月2日，TBS電視台）：不定期演出
- 《NHK高校講座（日语：NHK高校講座）》（2014年4月18日－2015年3月4日，NHK教育頻道）：出演「日本史」單元[註 4]
- 《UTAGE!（日语：UTAGE!）》（2014年9月15日，TBS電視台）
- 《AKB×年夜菜的秘密》（2014年10月7日、10月15日，關西電視台）
- 《AKB的兼職打工（日语：AKBでアルバイト）》（2014年11月4日，富士電視台）
- 《AKB大調查》（2014年12月4日、12月11日、2015年1月22日，富士電視台）
- 《AKB和××!》（2015年4月28日－2016年2月24日，讀賣電視台）：不定期演出
- 《AKB48 旅少女（日语：AKB48 旅少女）》（2015年6月21日，日本電視台）
- 《AKB48的今夜來外宿》（2015年10月27日－2015年11月20日，日本電視台）

### 廣播
| 節目名稱                                              | 播出日期                        | 電台                          | 備註        |
| ----------------------------------------------------- | ------------------------------- | ----------------------------- | ----------- |
| ON8「柱NIGHT! with AKB48」                            | 2014年06月02日－2020年03月25日  | bayfm                         | 不定期演出  |
| AKB48的「我們的故事」                                 | 2014年06月20日－2019年03月23日  | NHK-FM首播 NHK廣播第1頻率重播 | 不定期演出  |
| AKB48 今晚不回家…                                     | 2015年10月05日－2017年03月27日  | CBC電台                       |             |
| Listen? 2-3                                           | 2015年7月・2017年6月・2018年2月 | 文化放送                      | 月播節目    |
| AEON LakeTown presents 向井地美音（AKB48）的Mion時間♪ | 2015年10月01日－2018年03月29日  | FM NACK5                      |             |
| 朱格拉周期～澤與美音的完全經濟學～                    | 2019年04月01日－2021年09月30日  | FM東京                        | 共同主持人  |
| AKB48 2029廣播 ～給10年後的你～                       | 2019年04月08日－2021年03月29日  | 日本放送                      | 主要主持人  |
| 柱NIGHT! with AKB48                                   | 2022年03月13日－                | bayfm                         | 第2任主持人 |